# Aurora Williams
Aurora Elvira Williams Baussa (Antofagasta, 13 de agosto de 1962) es una ingeniera comercial y política chilena, militante del Partido Radical (PR). Se desempeña como ministra de Minería bajo el gobierno del presidente Gabriel Boric desde agosto de 2023. Entre 2014 y 2018 se desempeñó en el mismo cargo ministerial bajo el segundo gobierno de la presidenta Michelle Bachelet.

## Familia y estudios
Es hija de Federico Williams Rojo y Rina Ester Baussa Ortiz.
Cursó ingeniería comercial en la Universidad Católica del Norte, incluyendo un máster en Dirección y Administración de Empresas de la Universidad de Lérida en España y un MBA en Gestión y Formación de Empresas en IEDE Business School Chile.
Está casada desde el 2000 con Homero Francisco Bonilla Pizarro y tiene una hija.

## Carrera profesional y pública

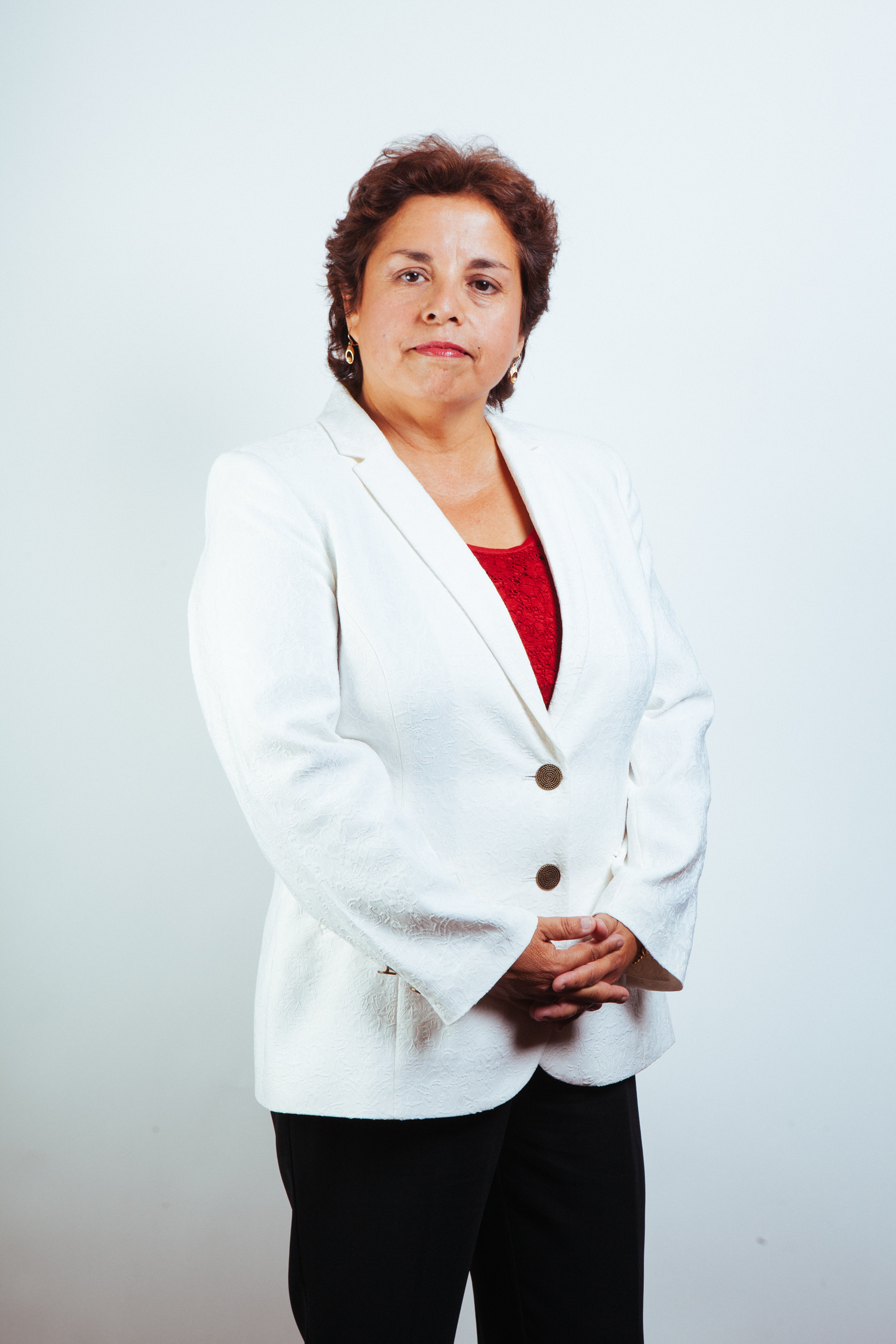
Aurora Williams Baussa como Ministra de Minería durante el Segundo Gobierno de Michelle Bachelet

Su experiencia laboral se ha desarrollado tanto en el sector público como en el privado, donde ha desempeñado cargos ejecutivos en distintas empresas. Fue gerenta de Clientes y gerenta de Administración y Finanzas en la Empresa de Servicios Sanitarios de Antofagasta y, luego, en la Empresa Sanitaria Aguas de Antofagasta ocupó el cargo de gerenta de Clientes. Sus principales funciones tenían relación directa con la administración de recursos, planificación de objetivos y adquisiciones. 
Militante del Partido Radical (PR), durante el primer gobierno de Michelle Bachelet (2006-2010), se desempeñó como secretaria regional ministerial de Obras Públicas de Antofagasta, función por la cual le tocó administrar y supervisar las inversiones en infraestructura en la región, debiendo enfrentar la reconstrucción de la zona afectada por el terremoto de Tocopilla de noviembre de 2007.
Posteriormente, se desempeñó como gerenta de administración y finanzas de la concesionaria portuaria Antofagasta Terminal Internacional (ATI), empresa que manejaba el 60% de los embarques de la minería privada de la Región de Antofagasta vinculado al grupo económico Luksic.
En marzo de 2014 asumió como ministra de minería, siendo la segunda mujer en ocupar dicho cargo en la historia del país luego del paso de la periodista Karen Poniachik por esa cartera entre 2006 y 2008, durante la primera administración de Bachelet. En esta calidad ocupó el cargo de presidenta del directorio de la estatal Empresa Nacional de Minería (ENAMI) y de la Comisión Chilena del Cobre (COCHILCO).
Durante su gestión se eliminó el carácter secreto de Ley Reservada del Cobre, se aprobó la capitalización de Codelco para el financiamiento de los  proyectos estructurales de la cuprífera estatal y se creó la Ley que crea un Mecanismo de Estabilización del Precio del Cobre para la Pequeña Minería. Por otro lado, se sancionó la clausura definitiva del controversial proyecto de inversión chileno-argentino Pascua Lama y del proyecto de inversión minero Dominga, y tuvo que afrontar las labores de búsqueda de dos mineros que resultaron fallecidos tras quedar atrapados por una inundación en la minera Cerro Bayo en Chile Chico.
Además, se creó la Comisión Nacional del Litio con el objetivo crear una política pública para la minería del litio en Chile. Entre las principales conclusiones de esta comisión se destacan la definición del litio como mineral de carácter estratégico para el país y la sugerencia de determinar al Estado chileno como dueño auténtico de estos recursos, sin embargo, luego de diversas negociaciones, Corfo acordó con la empresa minera privada SOQUIMICH la explotación del mineral hasta el año 2030.
Anteriormente ya se había realizado una licitación pública para la explotación del mineral, la cual resultó fallida durante el primer gobierno del Presidente Sebastián Piñera debido a que la licitación realizada omitió los litigios que, hasta esa fecha, mantenía con el Estado la empresa SOQUIMICH, lo cual provocó la renuncia del entonces subsecretario de Minería Pablo Wagner y su posterior formalización por falsificación de instrumento público para beneficiar a la minera privada en la adjudicación de la licitación del mineral.
A la fecha, Williams es la primera y única persona como ministra o ministro de minería que, en la historia de dicha cartera de Estado, ha ejercido su cargo durante un período presidencial completo.
Entre marzo y octubre de 2018 se desempeñó como Secretaria Ejecutiva de la Corporación Municipal de Desarrollo Social de la Municipalidad de Antofagasta, designada por la alcaldesa de derecha Karen Rojo, causando molestia en el Partido Radical.

## Condecoraciones

### Condecoraciones extranjeras
- Gran Cruz de la Orden del Mérito Civil ( España, 24 de octubre de 2014).[23]